# Ars poetica (Horatius)
Epistula ad Pisones (Brief aan de Pisonen), sinds Quintilianus bekend als Ars poetica (Verhandeling over de dichtkunst), is een brief van Horatius uit ca. 12 v.Chr over de dichtkunst. De verhandeling heeft grote invloed gehad en is het directe voorbeeld geweest voor L'Art poétique van Nicolas Boileau  (1636-1711). Hoewel het voor Horatius zelf om een brief als alle andere ging, is het epistel "voor latere dichtergeneraties – ook nog in de nieuwere tijd – tot een evangelie geworden en meer dan één treffende formulering eruit hoort nog steeds tot de citatenschat der geletterde wereld".

## Inhoud
Centraal staat volgens classicus Hein van Dolen de relatie poëzie-dichter, volgens zijn collega G.J.M. Bartelink de literaire kritiek. Het gaat niet om een volledig leerdicht, maar betreft een reeks voorschriften met een vrij losse samenhang, onder andere over de artistieke eenheid, stijl, oorspronkelijkheid en navolging, de betekenis van talent en van het onvermoeibaar polijsten van een dichtwerk.
Horatius gaat, zoals classicus H.H. Janssen samenvat, uit van het eenheidspostulaat: ieder kunstwerk dient een eenheid te zijn, waarbij men ervoor waken moet zich zozeer in de vervolmaking van details te verliezen dat dat het geheel uit het oog verloren wordt. Aansluitend behandelt Horatius de diverse genres en benadrukt hij dat elk genre zijn eigen aard en stijl kent. Hij zegt daarbij weinig over het in zijn tijd (Vergilius) bloeiende genre van de epiek en spreekt ook nauwelijks over de lyriek, hoewel hij dit genre zelf beoefende. Daarentegen gaat Horatius uitvoerig in op het drama, een genre dat in Horatius' tijd juist over zijn hoogtepunt heen was. Zijn voorschriften dienaangaande zijn zeer concreet:
- geen onmenselijke of onmogelijke scènes;
- niet meer dan vijf bedrijven;
- niet meer dan drie spelers;
- geen deus ex machina, behoudens noodzakelijke uitzonderingen.

In het tweede gedeelte van zijn uiteenzetting, vanaf vers 308, komt de persoon van de dichter ter sprake. Goed spreken eist in de eerste plaats een goed verstaan, is het credo. Horatius lijkt zijn publiek eerder te willen ontmoedigen dan te stimuleren, want hij wijst op de moeilijkheden van het vak en geeft drie dwingende adviezen:
- niets ondernemen zonder de aanwezigheid van een innerlijke drang (nihil invita dices faciesve Minerva, vs. 385)
- het resultaat aan een scherp criticus ter beoordeling voorleggen (in Maeci descendat iudicis auris, vs. 387)
- het werk pas publiceren nadat het negen jaar in portefeuille is gehouden (nonumque prematur in annum, vs. 388).

De taak van de dichter is om hetzij lering te bieden, hetzij ontroering op te wekken (vs. 333), maar het ideaal is om het nuttige aan het aangename te paren (vs. 343). Uiterste zorg is geboden, voor een goed resultaat zijn de tijd nemen en bijschaven onontbeerlijk. Ook dan zullen nog fouten overblijven, maar die zijn dan te verontschuldigen vanuit de onvolmaakte menselijke natuur en niet te wijten aan nalatigheid.

## Vorm
Het werk heeft de vorm van een leerdicht van 476 hexameters, zij het dat het niet met een gebed tot de godheid begint, zoals in het gewone leerdicht. Volgens de classicus Hein van Dolen kan de brief worden gezien als "een poëtische parafrase van de stof die op de scholen als proza werd aangeboden".

## Publiek
Het betreft een echte, zij het literaire, brief van Horatius aan de zonen van Piso, een vriend van Horatius wiens zonen zich op de dichtkunst wilden toeleggen. Op grond van de aandacht voor het drama, in Horatius' dagen op zijn retour, vermoedt Janssen dat de jonge Pisones van zins waren dit genre te beoefenen.

## Nederlandse vertalingen
- P.H. Schrijvers (Ars poetica, 1980; herzien 2003 voor Verzamelde gedichten; opnieuw in 2016 De dichter als vakman)
- Gustaaf Emmanuel Timmermans (1946), Over de dichtkunst, Antwerpen, Standaard-boekhandel (herdrukt 1953)
- Abraham Rutgers van der Loeff (1939), Horatius en zijn brief over de dichtkunst, met twintig andere gedichten, Den Haag, Boucher
- Aegidius W. Timmerman (1937), Horatius' brief aan de pisonen over de dichtkunst
- Andries Péls (1677), Q. Horatius Flaccus dichtkunst op onze tijden en zeden gepast
- Joost van den Vondel (1654), Q. Horatius Flakkus. Van den Dichtkunst. Aen de Pisonen, Vondels vertaling uit 1654, uitgegeven met woordverklaringen (Wereldbibliotheek)

- Biblioteca Nacional de España: XX2964772
- Bibliothèque nationale de France: cb121944921 (data)
- Gemeinsame Normdatei: 4286936-5
- Library of Congress Control Number: n88167930
- Nationale bibliotheek van Australië: 35669176
- Nationale Bibliotheek van Israël: 987007590434905171
- Nationale en Universitaire bibliotheek Zagreb: 000758767
- Système universitaire de documentation: 030704316
- Virtual International Authority File: 2159152140025011100003